# Davide con la testa di Golia (Caravaggio Vienna)
Il Davide con la testa di Golia II è un dipinto a olio su tavola di pioppo (90,5x116,5 cm) realizzato a Napoli nel 1607 dal pittore italiano Caravaggio.
È conservato nel Kunsthistorisches Museum di Vienna. 
Nel 2020 il dipinto è comparso sulla copertina dell'album "Pray for Paris" del rapper statunitense Westside Gunn.

## Storia
Il prestante ragazzo a mezza figura fu realizzato a Napoli all'inizio del 1607, su una tavola di legno sovrapponendosi a una preesistente allegoria manierista.
Secondo Peter Robb il dipinto fu acquistato dal Conte di Villamediana a Napoli tra il 1611 ed il 1617, basandosi sulla notizia riportata da Giovanni Bellori che Villamediana tornò in Spagna con un David di Caravaggio.

## Descrizione e stile
Il soggetto raffigura il giovane eroe della tradizione biblica che fa capolino dal buio subito dopo aver reciso la testa di Golia, che protende in avanti come macabro trofeo dopo la battaglia, trionfatore più sulla morte e la sofferenza che sul gigante, la cui testa è usata come "spauracchio". La luce irradia i volumi sintetici e si traspone sulle superfici quasi lisce sottolineando il gesto trionfale di Davide, con uno sguardo distratto e indifferente che si contrappone alla smorfia di tensione di Golia. Il suo volto è contratto dalla tensione, la bocca aperta a far sfolgorare il brillio della sua dentatura, la ruga che si pone tra le sopracciglia, i suoi occhi spenti e semichiusi oltre ai solchi delle guance, tradiscono quell'adesione alle ricerche sulla rievocazione espressiva dei "moti dell'anima", di cui Caravaggio si fa portavoce alla stregua di Leonardo.
Il dipinto è molto simile ad un'altra versione più tarda conservata a Roma nella Galleria Borghese. In entrambe le versioni, comunque, nelle sembianze di David Caravaggio avrebbe ritratto il suo garzone (e supposto amante) Francesco Boneri, già modello per  Amor Vincit Omnia, anche se non esiste alcuna notizia della frequentazione dei due successiva alla partenza dell'artista da Roma nel 1606.